# Llista de topònims de Cabanelles
Llista de topònims (noms propis de lloc) del municipi de Cabanelles, a l'Alt Empordà
Informació actualitzada per un bot. Els canvis manuals es perdran quan s'actualitzi!

## casa
| imatge | Nom         | Ubicat a   | instància de | Detalls                     | coordenades                                                             | Protecció                                  | Commons (més fotos) | Dades a WD                    |
| ------ | ----------- | ---------- | ------------ | --------------------------- | ----------------------------------------------------------------------- | ------------------------------------------ | ------------------- | ----------------------------- |
|        | Can Torrà   | Cabanelles | casa         | Estil: arquitectura popular | 42° 13′ 49″ N, 2° 49′ 11″ E / 42.2303°N,2.81959°E ca:Carrer de l'Arc, 6 | bé integrant del patrimoni cultural català |                     | Modifica les dades a Wikidata |
|        | Can Trullol | Cabanelles | casa         | Estil: arquitectura popular | 42° 13′ 50″ N, 2° 49′ 12″ E / 42.2305°N,2.81991°E ca:Carrer de l'Arc, 1 | bé integrant del patrimoni cultural català |                     | Modifica les dades a Wikidata |

## curs d'aigua
| imatge | Nom     | Ubicat a                                | instància de | Detalls                                                 | coordenades                                                                                              | Protecció | Commons (més fotos) | Dades a WD                    |
| ------ | ------- | --------------------------------------- | ------------ | ------------------------------------------------------- | --- | --------- | ------------------- | ----------------------------- |
|        | Fluvià  | Comarques gironines província de Girona | curs d'aigua | Desemboca: mar Mediterrània Llarg: 70km Conca: 973.8km² | 42° 05′ 36″ N, 2° 27′ 33″ E / 42.0934°N,2.4591°E 42° 12′ 07″ N, 3° 06′ 38″ E / 42.2019°N,3.1106°E 2 msnm |           | Fluvià              | Modifica les dades a Wikidata |
|        | Manol   | Alt Empordà                             | curs d'aigua | Desemboca: Muga Llarg: 40km Conca: 150km²               | 42° 16′ 29″ N, 3° 01′ 33″ E / 42.2747°N,3.02589°E 48 msnm                                                |           | Manol               | Modifica les dades a Wikidata |
|        | Àlguema | Alt Empordà                             | curs d'aigua | Desemboca: Manol                                        | 42° 14′ 02″ N, 2° 57′ 17″ E / 42.23384444°N,2.95461389°E                                                 |           |                     | Modifica les dades a Wikidata |

## entitat singular de població
| imatge | Nom                  | Ubicat a   | instància de                                                                   | Detalls | coordenades                                                                         | Protecció | Commons (més fotos)      | Dades a WD                    |
| ------ | -------------------- | ---------- | ------------------------------------------------------------------------------ | ------- | ----------------------------------------------------------------------------------- | --------- | ------------------------ | ----------------------------- |
|        | Cabanelles           | Cabanelles | entitat singular de població ens local històric de Catalunya capital municipal | 82 hab  | 42° 13′ 50″ N, 2° 49′ 11″ E / 42.230648°N,2.819715°E 194 msnm                       |           |                          | Modifica les dades a Wikidata |
|        | Espinavessa          | Cabanelles | entitat singular de població ens local històric de Catalunya                   | 97 hab  | 42° 11′ 20″ N, 2° 50′ 40″ E / 42.188753°N,2.84445°E ca:Ctra. GIV-5122, km 0 97 msnm |           | Espinavessa (Cabanelles) | Modifica les dades a Wikidata |
|        | Queixàs              | Cabanelles | entitat singular de població ens local històric de Catalunya                   | 41 hab  | 42° 12′ 51″ N, 2° 47′ 53″ E / 42.2143°N,2.7981°E 167 msnm                           |           |                          | Modifica les dades a Wikidata |
|        | Sant Martí Sesserres | Cabanelles | entitat singular de població ens local històric de Catalunya                   | 27 hab  | 42° 15′ 36″ N, 2° 46′ 27″ E / 42.25991944°N,2.7742°E 340 msnm                       |           | Sant Martí Sesserres     | Modifica les dades a Wikidata |
|        | Vilademires          | Cabanelles | entitat singular de població ens local històric de Catalunya                   | 32 hab  | 42° 13′ 43″ N, 2° 47′ 39″ E / 42.22851667°N,2.79421667°E 180 msnm                   |           | Vilademires              | Modifica les dades a Wikidata |
|        | l'Estela             | Cabanelles | entitat singular de població ens local històric de Catalunya                   | 1 hab   | 42° 17′ 00″ N, 2° 46′ 57″ E / 42.283444444444°N,2.7826111111111°E 450 msnm          |           |                          | Modifica les dades a Wikidata |

## església
| imatge | Nom                              | Ubicat a             | instància de     | Detalls                                           | coordenades                                                                                                   | Protecció                                  | Commons (més fotos)                    | Dades a WD                    |
| ------ | -------------------------------- | -------------------- | ---------------- | ------------------------------------------------- | --- | ------------------------------------------ | -------------------------------------- | ----------------------------- |
|        | Sant Benet                       | Cabanelles           | església         | Estil: arquitectura popular                       | 42° 16′ 21″ N, 2° 44′ 55″ E / 42.2724°N,2.74854°E                                                             | bé integrant del patrimoni cultural català |                                        | Modifica les dades a Wikidata |
|        | Sant Cristòfol                   | Cabanelles           | església capella | Estat: ruïnós                                     | 42° 16′ 58″ N, 2° 46′ 54″ E / 42.2826644012421°N,2.78157700709711°E l'Estela 446 msnm                         |                                            |                                        | Modifica les dades a Wikidata |
|        | Sant Llorenç d'Espinavessa       | Cabanelles           | església         | Estil: arquitectura neoclàssica                   | 42° 11′ 20″ N, 2° 50′ 41″ E / 42.1889°N,2.84462°E ca:Espinavessa                                              | bé integrant del patrimoni cultural català | Sant Llorenç d'Espinavessa             | Modifica les dades a Wikidata |
|        | Sant Martí                       | Cabanelles           | església         |                                                   | 42° 12′ 51″ N, 2° 47′ 54″ E / 42.2143°N,2.7984°E                                                              | bé integrant del patrimoni cultural català | St Marti de Queixàs                    | Modifica les dades a Wikidata |
|        | Sant Mateu de Vilademires        | Cabanelles           | església         | Estil: arquitectura romànica 12nd century         | 42° 13′ 44″ N, 2° 47′ 39″ E / 42.229°N,2.79419°E ca:Veïnat de Vilademires, Cabanelles 180 msnm                | bé integrant del patrimoni cultural català | Sant Mateu de Vilademires              | Modifica les dades a Wikidata |
|        | Sant Miquel de la Cirera         | Cabanelles Albanyà   | església         | Estil: arquitectura romànica                      | 42° 17′ 20″ N, 2° 43′ 24″ E / 42.289°N,2.72342°E ca:Erms de la Cirera. Accés des d'Albanyà 497 msnm           | bé integrant del patrimoni cultural català | Sant Miquel de la Cirera               | Modifica les dades a Wikidata |
|        | Sant Roc de Vilademires          | Vilademires          | església capella |                                                   | 42° 13′ 50″ N, 2° 47′ 30″ E / 42.2306810911465°N,2.79169355892707°E 190 msnm                                  |                                            | Sant Roc de Vilademires                | Modifica les dades a Wikidata |
|        | Sant Romà de Casamor             | Cabanelles           | església         | Estil: arquitectura popular                       | 42° 13′ 11″ N, 2° 48′ 36″ E / 42.2196°N,2.81013°E                                                             | bé integrant del patrimoni cultural català | Sant Romà de Casamor                   | Modifica les dades a Wikidata |
|        | Santa Coloma                     | Cabanelles           | església         |                                                   | 42° 13′ 52″ N, 2° 49′ 11″ E / 42.231°N,2.81974°E                                                              | bé integrant del patrimoni cultural català | Església de Santa Coloma de Cabanelles | Modifica les dades a Wikidata |
|        | Santa Maria de l'Estela          | Cabanelles l'Estela  | església ermita  | Estil: arquitectura romànica arquitectura popular | 42° 17′ 00″ N, 2° 46′ 57″ E / 42.2832°N,2.78247°E ca:L'Estela. Camí que surt de Cistella                      | bé integrant del patrimoni cultural català |                                        | Modifica les dades a Wikidata |
|        | església de Sant Martí Sesserres | Sant Martí Sesserres | església         | Estil: arquitectura romànica 12nd century         | 42° 15′ 36″ N, 2° 46′ 29″ E / 42.259867°N,2.774737°E ca:Camí de Sant Martí Sesserres. Ctra. GIP-5237 340 msnm | bé integrant del patrimoni cultural català | Església de Sant Martí Sesserres       | Modifica les dades a Wikidata |

## masia
| imatge | Nom                        | Ubicat a            | instància de     | Detalls                                                                   | coordenades                                                                                  | Protecció                                  | Commons (més fotos)        | Dades a WD                    |
| ------ | -------------------------- | ------------------- | ---------------- | ------------------------------------------------------------------------- | -------------------------------------------------------------------------------------------- | ------------------------------------------ | -------------------------- | ----------------------------- |
|        | Bedós                      | Cabanelles          | masia            |                                                                           | 42° 16′ 42″ N, 2° 45′ 46″ E / 42.2782770870443°N,2.76279422631545°E                          |                                            |                            | Modifica les dades a Wikidata |
|        | Ca l'Arleco                | Cabanelles          | masia            |                                                                           | 42° 11′ 14″ N, 2° 50′ 05″ E / 42.1872865149492°N,2.83467019445426°E                          |                                            |                            | Modifica les dades a Wikidata |
|        | Ca l'Escolà                | Cabanelles          | masia            |                                                                           | 42° 16′ 09″ N, 2° 46′ 20″ E / 42.2692°N,2.77224°E 265 msnm                                   |                                            |                            | Modifica les dades a Wikidata |
|        | Ca l'Estela                | Vilademires         | masia            | Estil: arquitectura popular arquitectura gòtica 15th century 18th century | 42° 13′ 42″ N, 2° 47′ 02″ E / 42.228351°N,2.784026°E ca:Camí de Can Queixàs a Ca n'Estela    | bé integrant del patrimoni cultural català |                            | Modifica les dades a Wikidata |
|        | Ca n'Eimeric               | Cabanelles          | masia            | Estil: arquitectura popular                                               | 42° 15′ 35″ N, 2° 46′ 27″ E / 42.2598°N,2.77415°E                                            | bé integrant del patrimoni cultural català |                            | Modifica les dades a Wikidata |
|        | Cal Cucut                  | Cabanelles          | masia            |                                                                           | 42° 12′ 55″ N, 2° 47′ 44″ E / 42.2152961769389°N,2.79551208974309°E                          |                                            |                            | Modifica les dades a Wikidata |
|        | Cal Déu                    | Cabanelles          | masia            |                                                                           | 42° 14′ 32″ N, 2° 47′ 35″ E / 42.2421487274863°N,2.79314669805709°E                          |                                            |                            | Modifica les dades a Wikidata |
|        | Cal Furós                  | Cabanelles          | masia            |                                                                           | 42° 16′ 04″ N, 2° 46′ 38″ E / 42.2677325262392°N,2.77712993573935°E                          |                                            |                            | Modifica les dades a Wikidata |
|        | Cal Gall                   | Cabanelles          | masia            |                                                                           | 42° 14′ 17″ N, 2° 47′ 18″ E / 42.2381683363013°N,2.78842077157931°E                          |                                            |                            | Modifica les dades a Wikidata |
|        | Cal Grapó                  | Cabanelles          | masia            |                                                                           | 42° 12′ 48″ N, 2° 47′ 47″ E / 42.2133882912192°N,2.79632996791226°E                          |                                            |                            | Modifica les dades a Wikidata |
|        | Cal Mitjaire               | Cabanelles          | masia            |                                                                           | 42° 13′ 55″ N, 2° 47′ 10″ E / 42.231994817375°N,2.78615093133174°E                           |                                            |                            | Modifica les dades a Wikidata |
|        | Cal Músic                  | Cabanelles          | masia            |                                                                           | 42° 13′ 40″ N, 2° 47′ 56″ E / 42.2277486386004°N,2.79875589007344°E                          |                                            |                            | Modifica les dades a Wikidata |
|        | Cal Pollastre              | Cabanelles          | masia            |                                                                           | 42° 11′ 08″ N, 2° 49′ 58″ E / 42.1854195711625°N,2.83285856790702°E                          |                                            |                            | Modifica les dades a Wikidata |
|        | Cal Rajoler                | Cabanelles          | masia            |                                                                           | 42° 13′ 19″ N, 2° 49′ 57″ E / 42.2218765599033°N,2.83238682565166°E                          |                                            |                            | Modifica les dades a Wikidata |
|        | Cal Soler                  | Cabanelles          | masia            |                                                                           | 42° 10′ 49″ N, 2° 50′ 12″ E / 42.1804084288738°N,2.83661344160454°E                          |                                            |                            | Modifica les dades a Wikidata |
|        | Can Bac                    | Cabanelles          | masia            |                                                                           | 42° 15′ 26″ N, 2° 47′ 00″ E / 42.257252096814°N,2.78331354355351°E                           |                                            |                            | Modifica les dades a Wikidata |
|        | Can Ballart                | Cabanelles l'Estela | masia            |                                                                           | 42° 16′ 32″ N, 2° 47′ 24″ E / 42.2756884°N,2.7900976°E 341 msnm                              |                                            |                            | Modifica les dades a Wikidata |
|        | Can Barraca                | Cabanelles          | masia            |                                                                           | 42° 13′ 21″ N, 2° 48′ 51″ E / 42.2225961020808°N,2.81422147870752°E                          |                                            |                            | Modifica les dades a Wikidata |
|        | Can Batlle                 | Cabanelles          | masia            | Estil: arquitectura popular                                               | 42° 13′ 51″ N, 2° 47′ 44″ E / 42.2307°N,2.79557°E                                            | bé integrant del patrimoni cultural català |                            | Modifica les dades a Wikidata |
|        | Can Bellcaire              | Cabanelles          | masia            |                                                                           | 42° 12′ 55″ N, 2° 49′ 38″ E / 42.215249429635°N,2.82734001446292°E                           |                                            |                            | Modifica les dades a Wikidata |
|        | Can Borra                  | Cabanelles          | masia            |                                                                           | 42° 12′ 21″ N, 2° 49′ 01″ E / 42.2058756413746°N,2.81688706553668°E                          |                                            |                            | Modifica les dades a Wikidata |
|        | Can Bosc                   | Cabanelles          | masia            |                                                                           | 42° 12′ 49″ N, 2° 47′ 56″ E / 42.213735018705°N,2.79887307633641°E                           |                                            |                            | Modifica les dades a Wikidata |
|        | Can Cadavall               | Cabanelles          | masia            |                                                                           | 42° 12′ 33″ N, 2° 47′ 52″ E / 42.2090408733012°N,2.79782189666676°E                          |                                            |                            | Modifica les dades a Wikidata |
|        | Can Camps                  | Cabanelles          | masia            |                                                                           | 42° 16′ 03″ N, 2° 45′ 23″ E / 42.267430865487°N,2.7563587755293°E                            |                                            |                            | Modifica les dades a Wikidata |
|        | Can Casal                  | Cabanelles          | masia            |                                                                           | 42° 11′ 43″ N, 2° 51′ 41″ E / 42.1953284678493°N,2.86130737760559°E                          |                                            |                            | Modifica les dades a Wikidata |
|        | Can Caselles               | Cabanelles          | masia            |                                                                           | 42° 13′ 52″ N, 2° 49′ 37″ E / 42.2311359510948°N,2.826933164023°E                            |                                            |                            | Modifica les dades a Wikidata |
|        | Can Cistella               | Cabanelles          | masia            |                                                                           | 42° 13′ 19″ N, 2° 49′ 32″ E / 42.222082447448°N,2.82550385763842°E                           |                                            |                            | Modifica les dades a Wikidata |
|        | Can Coima                  | Cabanelles          | masia            |                                                                           | 42° 16′ 06″ N, 2° 46′ 36″ E / 42.2683530325249°N,2.77665484392131°E                          |                                            |                            | Modifica les dades a Wikidata |
|        | Can Collell                | Cabanelles          | masia            | Estil: arquitectura popular                                               | 42° 12′ 13″ N, 2° 49′ 24″ E / 42.2036°N,2.82346°E                                            | bé integrant del patrimoni cultural català |                            | Modifica les dades a Wikidata |
|        | Can Comalat                | Cabanelles          | masia            | Estil: arquitectura popular                                               | 42° 14′ 10″ N, 2° 47′ 30″ E / 42.2361°N,2.79179°E                                            | bé integrant del patrimoni cultural català |                            | Modifica les dades a Wikidata |
|        | Can Coromines              | Vilademires         | masia            | Estil: arquitectura popular                                               | 42° 14′ 35″ N, 2° 46′ 59″ E / 42.243°N,2.78313°E ca:Camí de Vilademires                      | bé integrant del patrimoni cultural català |                            | Modifica les dades a Wikidata |
|        | Can Cortada i Mas Olivet   | Cabanelles          | masia            | Estil: arquitectura popular                                               | 42° 14′ 39″ N, 2° 46′ 39″ E / 42.2443°N,2.77748°E                                            | bé integrant del patrimoni cultural català |                            | Modifica les dades a Wikidata |
|        | Can Costa-rasa             | Cabanelles          | masia            |                                                                           | 42° 12′ 07″ N, 2° 50′ 30″ E / 42.2018145544117°N,2.84160945368902°E                          |                                            |                            | Modifica les dades a Wikidata |
|        | Can Dansa                  | Cabanelles          | masia            |                                                                           | 42° 11′ 47″ N, 2° 50′ 18″ E / 42.196433288422°N,2.83840108863663°E                           |                                            |                            | Modifica les dades a Wikidata |
|        | Can Flor                   | Cabanelles          | masia            |                                                                           | 42° 12′ 43″ N, 2° 48′ 54″ E / 42.2118169181101°N,2.81507688865089°E                          |                                            |                            | Modifica les dades a Wikidata |
|        | Can Fàbrega                | Cabanelles          | masia            | Estil: arquitectura popular                                               | 42° 14′ 01″ N, 2° 47′ 36″ E / 42.2337°N,2.79321°E                                            | bé integrant del patrimoni cultural català |                            | Modifica les dades a Wikidata |
|        | Can Garriga                | Cabanelles          | masia            | Estil: arquitectura popular                                               | 42° 12′ 11″ N, 2° 49′ 21″ E / 42.2031°N,2.82254°E                                            | bé integrant del patrimoni cultural català |                            | Modifica les dades a Wikidata |
|        | Can Gommar                 | Cabanelles          | masia            | Estil: arquitectura popular                                               | 42° 13′ 10″ N, 2° 48′ 29″ E / 42.2195°N,2.80819°E                                            | bé integrant del patrimoni cultural català |                            | Modifica les dades a Wikidata |
|        | Can Gutnari                | Cabanelles          | masia            | Estil: arquitectura popular                                               | 42° 13′ 38″ N, 2° 48′ 06″ E / 42.2273°N,2.80163°E 169 msnm                                   | bé integrant del patrimoni cultural català |                            | Modifica les dades a Wikidata |
|        | Can Guïves                 | Cabanelles          | masia            |                                                                           | 42° 15′ 24″ N, 2° 45′ 36″ E / 42.256631226872°N,2.7600373818135°E                            |                                            |                            | Modifica les dades a Wikidata |
|        | Can Jaume                  | Cabanelles          | masia            |                                                                           | 42° 14′ 41″ N, 2° 46′ 44″ E / 42.2448238140518°N,2.77878635169756°E                          |                                            |                            | Modifica les dades a Wikidata |
|        | Can Jaumetó                | Cabanelles          | masia            |                                                                           | 42° 12′ 45″ N, 2° 50′ 16″ E / 42.212637052444°N,2.8377401180783°E                            |                                            |                            | Modifica les dades a Wikidata |
|        | Can Llambert               | Cabanelles          | masia            |                                                                           | 42° 14′ 26″ N, 2° 47′ 40″ E / 42.2406919629906°N,2.79439986775582°E                          |                                            |                            | Modifica les dades a Wikidata |
|        | Can Mandra                 | Cabanelles          | masia            |                                                                           | 42° 16′ 16″ N, 2° 45′ 59″ E / 42.2710164596776°N,2.76639871214571°E                          |                                            |                            | Modifica les dades a Wikidata |
|        | Can Marquès                | Cabanelles          | masia            | Estil: arquitectura popular                                               | 42° 12′ 59″ N, 2° 49′ 51″ E / 42.2165°N,2.83078°E                                            | bé integrant del patrimoni cultural català |                            | Modifica les dades a Wikidata |
|        | Can Mas                    | Cabanelles          | masia            |                                                                           | 42° 11′ 14″ N, 2° 50′ 14″ E / 42.1873263489304°N,2.83733435744904°E                          |                                            |                            | Modifica les dades a Wikidata |
|        | Can Menut                  | Cabanelles          | masia            |                                                                           | 42° 12′ 53″ N, 2° 50′ 07″ E / 42.2146936686126°N,2.83525296959651°E                          |                                            |                            | Modifica les dades a Wikidata |
|        | Can Mingo                  | Cabanelles          | masia            |                                                                           | 42° 14′ 58″ N, 2° 46′ 32″ E / 42.2494645407292°N,2.77543653848919°E                          |                                            |                            | Modifica les dades a Wikidata |
|        | Can Palles de Baix         | Cabanelles          | masia            |                                                                           | 42° 12′ 24″ N, 2° 49′ 23″ E / 42.2068041100526°N,2.82314733361548°E                          |                                            |                            | Modifica les dades a Wikidata |
|        | Can Palles de Dalt         | Cabanelles          | masia            |                                                                           | 42° 13′ 18″ N, 2° 49′ 20″ E / 42.2217353545415°N,2.8223423087006°E                           |                                            |                            | Modifica les dades a Wikidata |
|        | Can Parés                  | Cabanelles          | masia            | Estil: arquitectura popular                                               | 42° 11′ 38″ N, 2° 51′ 18″ E / 42.1938°N,2.85492°E                                            | bé integrant del patrimoni cultural català |                            | Modifica les dades a Wikidata |
|        | Can Pere                   | Cabanelles          | masia            |                                                                           | 42° 13′ 21″ N, 2° 49′ 25″ E / 42.222484987798°N,2.82370943036201°E                           |                                            |                            | Modifica les dades a Wikidata |
|        | Can Pere Pau               | Cabanelles          | masia            |                                                                           | 42° 11′ 45″ N, 2° 50′ 20″ E / 42.1958037142829°N,2.83902040058975°E 102 msnm                 |                                            |                            | Modifica les dades a Wikidata |
|        | Can Peric                  | Cabanelles          | masia            |                                                                           | 42° 11′ 27″ N, 2° 51′ 20″ E / 42.1907642084078°N,2.85560098239835°E                          |                                            |                            | Modifica les dades a Wikidata |
|        | Can Petitot                | Cabanelles          | masia            | Estil: arquitectura popular                                               | 42° 16′ 08″ N, 2° 46′ 25″ E / 42.2689°N,2.7737°E                                             | bé integrant del patrimoni cultural català |                            | Modifica les dades a Wikidata |
|        | Can Pijiula                | Cabanelles          | masia            | Estil: arquitectura popular                                               | 42° 13′ 46″ N, 2° 47′ 36″ E / 42.2295°N,2.79347°E                                            | bé integrant del patrimoni cultural català |                            | Modifica les dades a Wikidata |
|        | Can Pirrac                 | Cabanelles          | masia            |                                                                           | 42° 12′ 31″ N, 2° 48′ 38″ E / 42.20873824038°N,2.81047028536294°E                            |                                            |                            | Modifica les dades a Wikidata |
|        | Can Planes                 | Cabanelles          | masia            |                                                                           | 42° 12′ 52″ N, 2° 47′ 30″ E / 42.2144786138747°N,2.79162565590663°E                          |                                            |                            | Modifica les dades a Wikidata |
|        | Can Pou                    | Cabanelles          | masia            | Estil: arquitectura popular                                               | 42° 13′ 00″ N, 2° 49′ 55″ E / 42.2166°N,2.83204°E ca:Camí de Cabanelles a Espinavessa        | bé integrant del patrimoni cultural català |                            | Modifica les dades a Wikidata |
|        | Can Puig                   | Vilademires         | masia            | Estil: arquitectura popular                                               | 42° 14′ 45″ N, 2° 47′ 15″ E / 42.2457°N,2.78739°E ca:Camí de St. Martí Sesserres (GIP-5237). | bé integrant del patrimoni cultural català |                            | Modifica les dades a Wikidata |
|        | Can Pujau                  | Cabanelles          | masia            |                                                                           | 42° 17′ 50″ N, 2° 46′ 01″ E / 42.29731389°N,2.76689833°E 449 msnm                            |                                            |                            | Modifica les dades a Wikidata |
|        | Can Reixac                 | Cabanelles          | masia            |                                                                           | 42° 16′ 05″ N, 2° 46′ 38″ E / 42.2681559108178°N,2.77717694739638°E                          |                                            |                            | Modifica les dades a Wikidata |
|        | Can Riamens                | Cabanelles          | masia            |                                                                           | 42° 15′ 16″ N, 2° 46′ 25″ E / 42.254360387198°N,2.7736249498509°E                            |                                            |                            | Modifica les dades a Wikidata |
|        | Can Ribera                 | Cabanelles          | masia            |                                                                           | 42° 15′ 16″ N, 2° 46′ 42″ E / 42.2545227736098°N,2.77837664265231°E                          |                                            |                            | Modifica les dades a Wikidata |
|        | Can Rocasses               | Cabanelles          | masia            |                                                                           | 42° 14′ 07″ N, 2° 47′ 34″ E / 42.2353124718782°N,2.79287815671989°E                          |                                            |                            | Modifica les dades a Wikidata |
|        | Can Secret                 | Cabanelles          | masia            |                                                                           | 42° 10′ 47″ N, 2° 50′ 04″ E / 42.1797298105733°N,2.83442348605261°E                          |                                            |                            | Modifica les dades a Wikidata |
|        | Can Serra                  | Cabanelles          | masia            |                                                                           | 42° 15′ 50″ N, 2° 45′ 13″ E / 42.2639199290913°N,2.75366946865811°E                          |                                            |                            | Modifica les dades a Wikidata |
|        | Can Tanic                  | Cabanelles          | masia            |                                                                           | 42° 11′ 23″ N, 2° 50′ 14″ E / 42.1897937752288°N,2.83711003743776°E                          |                                            |                            | Modifica les dades a Wikidata |
|        | Can Tenys                  | Cabanelles          | masia            |                                                                           | 42° 16′ 11″ N, 2° 44′ 28″ E / 42.2697552148946°N,2.74105989681174°E                          |                                            |                            | Modifica les dades a Wikidata |
|        | Can Terrats                | Cabanelles          | masia            | Estil: arquitectura popular                                               | 42° 12′ 57″ N, 2° 47′ 14″ E / 42.2159°N,2.78721°E                                            | bé integrant del patrimoni cultural català |                            | Modifica les dades a Wikidata |
|        | Can Torras                 | Cabanelles          | masia            | Estil: arquitectura popular                                               | 42° 13′ 10″ N, 2° 47′ 29″ E / 42.2194°N,2.79132°E                                            | bé integrant del patrimoni cultural català |                            | Modifica les dades a Wikidata |
|        | Can Torrent                | Cabanelles          | masia            | Estil: arquitectura popular                                               | 42° 11′ 29″ N, 2° 50′ 05″ E / 42.191433°N,2.834585°E                                         | bé integrant del patrimoni cultural català |                            | Modifica les dades a Wikidata |
|        | Can Traval                 | Cabanelles          | masia            |                                                                           | 42° 12′ 01″ N, 2° 50′ 20″ E / 42.2004059608413°N,2.83902083218385°E                          |                                            |                            | Modifica les dades a Wikidata |
|        | Can Turró                  | Cabanelles          | masia            | Estil: arquitectura popular                                               | 42° 10′ 53″ N, 2° 50′ 22″ E / 42.1813°N,2.83947°E                                            | bé integrant del patrimoni cultural català |                            | Modifica les dades a Wikidata |
|        | Can Vilar de Baix          | Cabanelles          | masia            | Estil: arquitectura popular                                               | 42° 13′ 09″ N, 2° 49′ 13″ E / 42.2191°N,2.82037°E                                            | bé integrant del patrimoni cultural català |                            | Modifica les dades a Wikidata |
|        | Can Vilà de Dalt           | Cabanelles          | masia            | Estil: arquitectura popular                                               | 42° 13′ 10″ N, 2° 49′ 13″ E / 42.2194°N,2.82024°E                                            | bé integrant del patrimoni cultural català |                            | Modifica les dades a Wikidata |
|        | Can Xirgues                | Cabanelles          | masia            |                                                                           | 42° 11′ 27″ N, 2° 51′ 18″ E / 42.1909615534257°N,2.85497076130171°E                          |                                            |                            | Modifica les dades a Wikidata |
|        | Can Xiscle                 | Cabanelles          | masia            |                                                                           | 42° 13′ 18″ N, 2° 49′ 31″ E / 42.2217847421926°N,2.82517752145052°E                          |                                            |                            | Modifica les dades a Wikidata |
|        | Cargol                     | Cabanelles          | masia            |                                                                           | 42° 12′ 13″ N, 2° 47′ 26″ E / 42.2035697817451°N,2.79043805187378°E                          |                                            | Cargol (Cabanelles)        | Modifica les dades a Wikidata |
|        | Casanova d'en Cortada      | Cabanelles          | masia            |                                                                           | 42° 15′ 01″ N, 2° 46′ 39″ E / 42.250179906082°N,2.7774220607529°E                            |                                            |                            | Modifica les dades a Wikidata |
|        | Hostal de la Costa         | Cabanelles          | masia            |                                                                           | 42° 12′ 55″ N, 2° 48′ 17″ E / 42.21532222°N,2.80469722°E 174.8 msnm                          |                                            |                            | Modifica les dades a Wikidata |
|        | Mas Costa de Pagès         | Cabanelles          | masia            |                                                                           | 42° 11′ 45″ N, 2° 51′ 19″ E / 42.1958342556627°N,2.85517763561072°E                          |                                            |                            | Modifica les dades a Wikidata |
|        | Mas Cullera                | Cabanelles          | masia            |                                                                           | 42° 13′ 48″ N, 2° 49′ 41″ E / 42.2300207602926°N,2.82799051650928°E                          |                                            |                            | Modifica les dades a Wikidata |
|        | Mas Gorí                   | Cabanelles          | masia            |                                                                           | 42° 12′ 07″ N, 2° 48′ 55″ E / 42.2020274073627°N,2.81531136012049°E 133 msnm                 |                                            |                            | Modifica les dades a Wikidata |
|        | Mas Moncanut               | Cabanelles l'Estela | masia            | Estil: arquitectura popular                                               | 42° 17′ 08″ N, 2° 44′ 45″ E / 42.2855°N,2.74591°E                                            | bé integrant del patrimoni cultural català |                            | Modifica les dades a Wikidata |
|        | Mas Pujals                 | Cabanelles          | masia            |                                                                           | 42° 12′ 20″ N, 2° 49′ 29″ E / 42.2054194827371°N,2.82467752892642°E                          |                                            |                            | Modifica les dades a Wikidata |
|        | Mas Renard                 | Cabanelles          | masia            |                                                                           | 42° 12′ 50″ N, 2° 47′ 54″ E / 42.2139680542233°N,2.79823022131742°E                          |                                            |                            | Modifica les dades a Wikidata |
|        | Mas Riera                  | Cabanelles          | masia            |                                                                           | 42° 12′ 15″ N, 2° 48′ 09″ E / 42.2040864084595°N,2.80242871073284°E                          |                                            |                            | Modifica les dades a Wikidata |
|        | Mas Ros                    | Cabanelles          | masia            |                                                                           | 42° 13′ 42″ N, 2° 49′ 11″ E / 42.2281979244304°N,2.81980362166654°E                          |                                            |                            | Modifica les dades a Wikidata |
|        | Mas Sant Cristòfol         | Cabanelles l'Estela | masia església   | Estil: arquitectura popular                                               | 42° 16′ 58″ N, 2° 46′ 55″ E / 42.2828°N,2.78186°E                                            | bé integrant del patrimoni cultural català |                            | Modifica les dades a Wikidata |
|        | Mas Vidal                  | Cabanelles          | masia            |                                                                           | 42° 11′ 28″ N, 2° 51′ 16″ E / 42.1911409437924°N,2.85438902163845°E                          |                                            |                            | Modifica les dades a Wikidata |
|        | Montalat                   | Cabanelles l'Estela | masia            |                                                                           | 42° 16′ 55″ N, 2° 45′ 58″ E / 42.281860781673°N,2.7660058047271°E                            |                                            |                            | Modifica les dades a Wikidata |
|        | Serra Oliva                | Cabanelles          | masia            |                                                                           | 42° 17′ 01″ N, 2° 43′ 44″ E / 42.2837049983011°N,2.72899533297717°E                          |                                            |                            | Modifica les dades a Wikidata |
|        | el Bac de Can Coromines    | Cabanelles          | masia            |                                                                           | 42° 14′ 20″ N, 2° 46′ 48″ E / 42.2389361006243°N,2.78003105368261°E                          |                                            |                            | Modifica les dades a Wikidata |
|        | el Casolot                 | Cabanelles          | masia            |                                                                           | 42° 11′ 23″ N, 2° 51′ 28″ E / 42.1897490649882°N,2.85766212328509°E                          |                                            |                            | Modifica les dades a Wikidata |
|        | el Castell                 | Cabanelles Queixàs  | masia casa forta | Estil: arquitectura popular                                               | 42° 12′ 42″ N, 2° 48′ 54″ E / 42.211563°N,2.815132°E                                         | bé integrant del patrimoni cultural català | Castell de Biure (Queixàs) | Modifica les dades a Wikidata |
|        | el Coll de Bac             | Cabanelles          | masia            |                                                                           | 42° 18′ 01″ N, 2° 46′ 45″ E / 42.3001499631161°N,2.77923578856588°E                          |                                            |                            | Modifica les dades a Wikidata |
|        | el Solà                    | Cabanelles          | masia            |                                                                           | 42° 16′ 36″ N, 2° 45′ 55″ E / 42.2767963107338°N,2.76534653662495°E                          |                                            |                            | Modifica les dades a Wikidata |
|        | els Espigolers             | Cabanelles          | masia            |                                                                           | 42° 14′ 02″ N, 2° 48′ 49″ E / 42.2338801014607°N,2.81366726375068°E                          |                                            |                            | Modifica les dades a Wikidata |
|        | l'Hostal d'en Vilar        | Cabanelles          | masia            |                                                                           | 42° 13′ 16″ N, 2° 49′ 16″ E / 42.2211209503299°N,2.82107177142624°E                          |                                            |                            | Modifica les dades a Wikidata |
|        | la Bora                    | Cabanelles          | masia            |                                                                           | 42° 17′ 43″ N, 2° 44′ 52″ E / 42.295331280841°N,2.747759662001°E                             |                                            |                            | Modifica les dades a Wikidata |
|        | la Casa Nova del Castell   | Cabanelles          | masia            | Estil: arquitectura popular                                               | 42° 12′ 26″ N, 2° 49′ 11″ E / 42.2071°N,2.81986°E                                            | bé integrant del patrimoni cultural català |                            | Modifica les dades a Wikidata |
|        | la Casa Nova del Mas Riera | Cabanelles          | masia            |                                                                           | 42° 12′ 29″ N, 2° 48′ 20″ E / 42.2081355115756°N,2.80550523409072°E                          |                                            |                            | Modifica les dades a Wikidata |
|        | la Casanova                | Cabanelles          | masia            |                                                                           | 42° 12′ 26″ N, 2° 49′ 11″ E / 42.2072942340757°N,2.8197903564892°E                           |                                            |                            | Modifica les dades a Wikidata |
|        | la Cirera                  | Cabanelles          | masia            |                                                                           | 42° 17′ 33″ N, 2° 43′ 24″ E / 42.292425°N,2.72338611°E 519 msnm                              |                                            |                            | Modifica les dades a Wikidata |
|        | la Costa                   | Cabanelles          | masia            | Estil: arquitectura popular                                               | 42° 13′ 00″ N, 2° 48′ 03″ E / 42.2168°N,2.80083°E                                            | bé integrant del patrimoni cultural català |                            | Modifica les dades a Wikidata |
|        | la Fàbrega                 | Cabanelles          | masia            |                                                                           | 42° 17′ 27″ N, 2° 47′ 16″ E / 42.2909347480161°N,2.78778332082842°E                          |                                            |                            | Modifica les dades a Wikidata |
|        | la Roca                    | Cabanelles          | masia            |                                                                           | 42° 12′ 21″ N, 2° 48′ 09″ E / 42.2057257829076°N,2.80255685478406°E                          |                                            |                            | Modifica les dades a Wikidata |
|        | la Teuleria                | Cabanelles          | masia            |                                                                           | 42° 16′ 39″ N, 2° 47′ 45″ E / 42.2775389990178°N,2.79577182371407°E                          |                                            |                            | Modifica les dades a Wikidata |
|        | les Miralles               | Cabanelles          | masia            |                                                                           | 42° 16′ 43″ N, 2° 45′ 11″ E / 42.2784904563198°N,2.75294570254249°E                          |                                            |                            | Modifica les dades a Wikidata |
|        | les Vinyes                 | Cabanelles          | masia            |                                                                           | 42° 17′ 30″ N, 2° 44′ 12″ E / 42.2917744931229°N,2.7366998640463°E                           |                                            |                            | Modifica les dades a Wikidata |

## molí d'aigua
| imatge | Nom          | Ubicat a   | instància de | Detalls                     | coordenades                                                        | Protecció                                  | Commons (més fotos) | Dades a WD                    |
| ------ | ------------ | ---------- | ------------ | --------------------------- | ------------------------------------------------------------------ | ------------------------------------------ | ------------------- | ----------------------------- |
|        | Molí de Baix | Cabanelles | molí d'aigua | Estil: arquitectura popular | 42° 16′ 02″ N, 2° 46′ 38″ E / 42.267349°N,2.77714°E                | bé integrant del patrimoni cultural català |                     | Modifica les dades a Wikidata |
|        | Molí de Dalt | Cabanelles | molí d'aigua |                             | 42° 16′ 06″ N, 2° 46′ 19″ E / 42.2684518481646°N,2.7719496787711°E |                                            |                     | Modifica les dades a Wikidata |

## muntanya
| imatge | Nom               | Ubicat a           | instància de | Detalls | coordenades                                                         | Protecció | Commons (més fotos) | Dades a WD                    |
| ------ | ----------------- | ------------------ | ------------ | ------- | ------------------------------------------------------------------- | --------- | ------------------- | ----------------------------- |
|        | Puig Morell       | Cabanelles         | muntanya     |         | 42° 16′ 15″ N, 2° 44′ 12″ E / 42.2707°N,2.73662°E 600.4 msnm        |           |                     | Modifica les dades a Wikidata |
|        | Puig Morena       | Cabanelles         | muntanya     |         | 42° 15′ 51″ N, 2° 45′ 46″ E / 42.2641°N,2.76271°E 360.5 msnm        |           |                     | Modifica les dades a Wikidata |
|        | Puig Pujau        | Cabanelles         | muntanya     |         | 42° 17′ 59″ N, 2° 45′ 51″ E / 42.2998°N,2.76409°E 475.5 msnm        |           |                     | Modifica les dades a Wikidata |
|        | Puig d'Albanyà    | Albanyà Cabanelles | muntanya     |         | 42° 17′ 56″ N, 2° 43′ 36″ E / 42.29889444°N,2.72675833°E 524.2 msnm |           |                     | Modifica les dades a Wikidata |
|        | Puig de Mas Riera | Crespià Cabanelles | muntanya     |         | 42° 12′ 01″ N, 2° 48′ 11″ E / 42.200363°N,2.803103°E 211 msnm       |           |                     | Modifica les dades a Wikidata |
|        | Puig del Mont     | Cabanelles         | muntanya     |         | 42° 17′ 28″ N, 2° 45′ 15″ E / 42.29118056°N,2.75409722°E 609.6 msnm |           |                     | Modifica les dades a Wikidata |
|        | Puig del Suro     | Cabanelles         | muntanya     |         | 42° 17′ 41″ N, 2° 43′ 53″ E / 42.2946°N,2.73142°E 622.8 msnm        |           |                     | Modifica les dades a Wikidata |

## serra
| imatge | Nom                 | Ubicat a            | instància de | Detalls | coordenades                                                         | Protecció | Commons (més fotos) | Dades a WD                    |
| ------ | ------------------- | ------------------- | ------------ | ------- | ------------------------------------------------------------------- | --------- | ------------------- | ----------------------------- |
|        | la Serra            | Cabanelles Navata   | serra        |         | 42° 13′ 02″ N, 2° 50′ 29″ E / 42.2172°N,2.84137778°E 181.6 msnm     |           |                     | Modifica les dades a Wikidata |
|        | serra Oliva         | Cabanelles          | serra        |         | 42° 17′ 02″ N, 2° 43′ 55″ E / 42.2838°N,2.73203°E 480.6 msnm        |           |                     | Modifica les dades a Wikidata |
|        | serra d'en Lloberes | Cabanelles          | serra        |         | 42° 10′ 42″ N, 2° 51′ 06″ E / 42.17831389°N,2.85153778°E 180.3 msnm |           |                     | Modifica les dades a Wikidata |
|        | serra de l'Estela   | Cabanelles Cistella | serra        |         | 42° 17′ 43″ N, 2° 46′ 12″ E / 42.29522222°N,2.77006944°E 609.6 msnm |           |                     | Modifica les dades a Wikidata |
|        | serra de la Creu    | Beuda Cabanelles    | serra        |         | 42° 14′ 15″ N, 2° 46′ 27″ E / 42.23755556°N,2.77411111°E 324.4 msnm |           |                     | Modifica les dades a Wikidata |

## Misc
| imatge | Nom                                         | Ubicat a               | instància de                                      | Detalls                     | coordenades                                                         | Protecció                                  | Commons (més fotos) | Dades a WD                    |
| ------ | ------------------------------------------- | ---------------------- | ------------------------------------------------- | --------------------------- | ------------------------------------------------------------------- | ------------------------------------------ | ------------------- | ----------------------------- |
|        | Capella de Sant Jaume de Garriga            | Cabanelles             | capella                                           |                             |                                                                     | bé cultural d'interès local                |                     | Modifica les dades a Wikidata |
|        | Casamor                                     | Cabanelles             | edifici                                           | Estil: arquitectura popular | 42° 13′ 11″ N, 2° 48′ 37″ E / 42.2198°N,2.81016°E                   | bé integrant del patrimoni cultural català |                     | Modifica les dades a Wikidata |
|        | Granges del Ferrer Vell                     | Cabanelles             | granja                                            |                             | 42° 11′ 29″ N, 2° 50′ 26″ E / 42.191302715346°N,2.84058203820814°E  |                                            |                     | Modifica les dades a Wikidata |
|        | Palleres de Montalat                        | Cabanelles             | cabana                                            |                             | 42° 16′ 53″ N, 2° 45′ 58″ E / 42.2814001886329°N,2.76617843549275°E |                                            |                     | Modifica les dades a Wikidata |
|        | Pont del Casot                              | Cabanelles             | pont                                              | Hi passa: N-260             | 42° 13′ 25″ N, 2° 50′ 09″ E / 42.2236287722219°N,2.83583560412085°E |                                            |                     | Modifica les dades a Wikidata |
|        | Rectoria d'Espinavessa                      | Cabanelles             | rectoria                                          | Estil: arquitectura popular | 42° 11′ 18″ N, 2° 50′ 40″ E / 42.188462°N,2.844395°E                | bé integrant del patrimoni cultural català |                     | Modifica les dades a Wikidata |
|        | annex parroquial de Santa Maria de l'Estela | Cabanelles             | annex parroquial                                  | 1928                        | Santa Maria de l'Estela                                             |                                            |                     | Modifica les dades a Wikidata |
|        | casa consistorial de Cabanelles             | Cabanelles             | casa consistorial                                 |                             | 42° 13′ 50″ N, 2° 49′ 11″ E / 42.2306891°N,2.8197051°E              |                                            |                     | Modifica les dades a Wikidata |
|        | coll Sacreu                                 | Beuda Cabanelles       | collada                                           |                             | 42° 14′ 33″ N, 2° 45′ 48″ E / 42.2425°N,2.76332°E 320 msnm          |                                            |                     | Modifica les dades a Wikidata |
|        | la Palma                                    | Cabanelles Espinavessa | nucli de població ens local històric de Catalunya |                             | 42° 11′ 28″ N, 2° 51′ 17″ E / 42.191044825601°N,2.8547506144871°E   |                                            |                     | Modifica les dades a Wikidata |